# گین مائدا

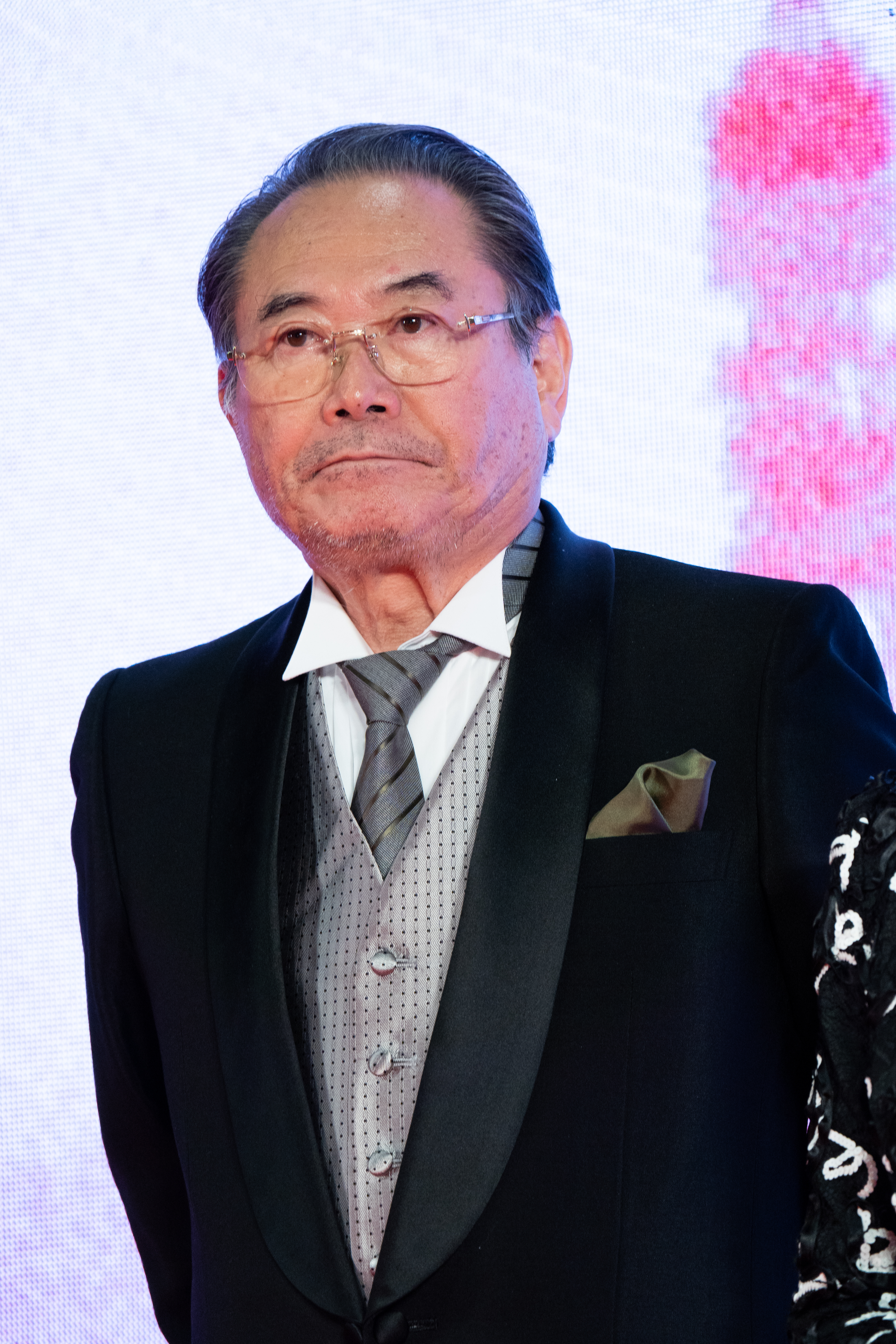

گین مائدا (به ژاپنی: 前田吟 Maeda Gin)؛( زادهٔ ۲۱ فوریهٔ ۱۹۴۴) یک هنرپیشه، و بازیگر سینما اهل ژاپن است.
از فیلم‌ها یا برنامه‌های تلویزیونی که وی در آن نقش داشته است می‌توان به زن قلعه‌دار، نائوتورا اشاره کرد.